# Anne Stella Fomumbod
Anne Stella Fomumbod (nascida em 1962, no Camarões) é uma ativista camaronesa dos direitos das mulheres. Ela é a fundadora e CEO da Interfaith Vision Foundation of Cameroon (IVFCam) e a força motriz por trás da Metta Charter on Widowhood, que permitiu um progresso significativo nos direitos humanos das viúvas em seu país.

## Carreira
Em 1999, Anne Stella Fomumbod fundou a Interfaith Vision Foundation of Cameroon (IVFCam). A organização foi originalmente chamada de Aid International Christian Women of Vision (AI-ChrisWOV), mas o nome foi mudado em janeiro de 2008 após uma consulta e avaliação patrocinada pelo Voluntary Service Overseas, que destacou a clara necessidade de abraçar todas as fés.
IVFCam concentra seus esforços em ajudar os desfavorecidos, particularmente mulheres e crianças, especialmente jovens viúvas, órfãos e pessoas com HIV e AIDS. A IVFCam é uma instituição de caridade não governamental sem fins lucrativos e trabalha com o Conselho Econômico e Social das Nações Unidas desde 2013.
Anne Stella Fomumbod "trabalhou com 53 conselhos de aldeia para promover os direitos das mulheres e a inclusão de mais mulheres nos conselhos locais". Ela é talvez mais conhecida por criar e obter apoio do governo para a Carta Metta sobre a viuvez, a primeira em Camarões, permitindo um progresso significativo nos direitos humanos das viúvas.
Anne Stella Fomumbod recebeu o Prêmio de Excelência do governo dos Camarões do Governador Lafrique.

## Honras e prêmios
Em 2004, Anne Stella Fomumbod recebeu um Prêmio Nacional para o Avanço da Mulher. Em 2010, ela recebeu o Prêmio da Women's World Summit Foundation para a Criatividade Feminina na Vida Rural.
Em 2013, Anne Stella Fomumbod foi incluída nas 100 mulheres da BBC.